# Liste der Baudenkmäler in Dinkelsbühl/Ortsteile
Diese Liste ist eine Teilliste der Liste der Baudenkmäler in Dinkelsbühl. Grundlage der Liste ist die Bayerische Denkmalliste, die auf Basis des bayerischen Denkmalschutzgesetzes vom 1. Oktober 1973 erstmals erstellt wurde und seither durch das Bayerische Landesamt für Denkmalpflege geführt und aktualisiert wird. Die folgenden Angaben ersetzen nicht die rechtsverbindliche Auskunft der Denkmalschutzbehörde.
Dieser Teil der Liste beschreibt die Gemeindeteile Dinkelsbühls außerhalb der Kernstadt.

## Baudenkmäler nach Ortsteilen

### Bernhardswend
| Lage                                 | Objekt                                                  | Beschreibung | Akten-Nr.      | Bild           |
| ------------------------------------ | ------------------------------------------------------- | --- | -------------- | -------------- |
| In Bernhardswend (Standort)          | Evangelisch-lutherische Filialkirche, ehemals St. Maria | Kleiner spätmittelalterlicher Satteldachbau mit dreiseitig geschlossenem Chor und Dachreiter, 14. Jahrhundert; mit Ausstattung | D-5-71-136-670 | weitere Bilder |
| Nähe Obermichelbacher Weg (Standort) | Ehemalige Schafscheune                                  | Breiter erdgeschossiger Walmdachbau mit verputztem Fachwerk, zweite Hälfte 19. Jahrhundert                                     | D-5-71-136-741 | BW             |

### Dinkelsbühl
Die Baudenkmäler im Hauptort Dinkelsbühl befinden sich in nach Adressen alphabetisch aufgeteilten Unterseiten.

### Froschmühle
| Lage                         | Objekt                                                             | Beschreibung | Akten-Nr.      | Bild |
| ---------------------------- | ------------------------------------------------------------------ | --- | -------------- | ---- |
| Hellenbach 25 (Standort)     | Ehemalige Mühle und Gutshof, sogenannte Froschmühle: Mühlengebäude | Ehemaliges Mühlengebäude mit Wohnteil, zweigeschossiger verputzter Satteldachbau zu acht Achsen, bez. 1750, modern verändert | D-5-71-136-672 | BW   |
| Hellenbach 25 1/2 (Standort) | Ehemalige Mühle und Gutshof, sogenannte Froschmühle: Remise        | Erdgeschossiger Bau aus Hau- und Werkstein mit tief heruntergezogenem Satteldach, gleichzeitig                               | D-5-71-136-672 | BW   |
| Hellenbach 25 1/2 (Standort) | Ehemalige Mühle und Gutshof, sogenannte Froschmühle: Stallscheune  | Zweigeschossiger Satteldachbau, teilweise mit Fachwerk-Obergeschoss, gleichzeitig                                            | D-5-71-136-672 | BW   |
| Hellenbach 25 1/2 (Standort) | Ehemalige Mühle und Gutshof, sogenannte Froschmühle: Wohnstallhaus | Erdgeschossiger Steildachbau mit hohem Sockelgeschoss und aufwändigen Fenstergewänden, 2. Hälfte 19. Jh., modern verändert   | D-5-71-136-672 | BW   |

### Gaismühle
| Lage                   | Objekt                   | Beschreibung | Akten-Nr.      | Bild |
| ---------------------- | ------------------------ | --- | -------------- | ---- |
| Gaismühle 1 (Standort) | Ehemaliges Mühlengebäude | Erdgeschossiger Putzbau mit Satteldach und Zwerchhaus, im Kern 16./17. Jahrhundert, um 1990 ausgebaut und modernisiert | D-5-71-136-673 | BW   |

### Hammermühle
| Lage                     | Objekt          | Beschreibung                                                                                        | Akten-Nr.      | Bild |
| ------------------------ | --------------- | --------------------------------------------------------------------------------------------------- | -------------- | ---- |
| Hammermühle 1 (Standort) | Ehemalige Mühle | Zweigeschossiger verputzter Massivbau mit steilem Satteldach und kleinem Anbau, 17./18. Jahrhundert | D-5-71-136-674 | BW   |

### Hardhof
| Lage                 | Objekt        | Beschreibung | Akten-Nr.      | Bild |
| -------------------- | ------------- | --- | -------------- | ---- |
| Hardhof 1 (Standort) | Wohnstallhaus | Erdgeschossiger Satteldachbau über Kellergeschoss mit Stall, massiv und Fachwerk, im Kern 18. Jahrhundert, Verlängerung 19. Jahrhundert | D-5-71-136-675 | BW   |
| Hardhof 1 (Standort) | Scheune       | Bruch- und Haustein mit Satteldach, 18. Jahrhundert, Anbau 19. Jahrhundert                                                              | D-5-71-136-675 | BW   |

### Hausertsmühle
| Lage                      | Objekt                            | Beschreibung                                             | Akten-Nr.      | Bild |
| ------------------------- | --------------------------------- | -------------------------------------------------------- | -------------- | ---- |
| Seidelsdorf 29 (Standort) | Nebengebäude der ehemaligen Mühle | Erdgeschossiger Massivbau mit Steildach, 19. Jahrhundert | D-5-71-136-677 | BW   |

### Hungerhof (Ungerhof)
| Lage                               | Objekt                          | Beschreibung | Akten-Nr.      | Bild |
| ---------------------------------- | ------------------------------- | --- | -------------- | ---- |
| Ungerhof 2; In Ungerhof (Standort) | Haufenhof, sogenannter Ungerhof | Wohnteil des ehemaligen Wohnstallhauses, zweigeschossiger Massivbau mit Satteldach und Putzgliederung, im Kern 16. Jahrhundert; Teil der ehemaligen Scheune, verputztes Bruchsteinmauerwerk mit Satteldach, 18. Jahrhundert | D-5-71-136-680 | BW   |

### Ketschenweiler
| Lage                                             | Objekt               | Beschreibung | Akten-Nr.      | Bild |
| ------------------------------------------------ | -------------------- | --- | -------------- | ---- |
| Ketschenweiler 10a; In Ketschenweiler (Standort) | Ehemaliger Bauernhof | Zweigeschossiges Wohnstallhaus mit Satteldach und Putzgliederung, zweites Viertel 19. Jahrhundert; Scheune, verputzter Massivbau mit Satteldach, bezeichnet „1833“ | D-5-71-136-682 | BW   |

### Knorrenmühle
| Lage                     | Objekt                                                      | Beschreibung                                                                              | Akten-Nr.      | Bild |
| ------------------------ | ----------------------------------------------------------- | ----------------------------------------------------------------------------------------- | -------------- | ---- |
| Seidelsdorf 1 (Standort) | Ehemaliges Wohn- und Mühlengebäude, sogenannte Knorrenmühle | Zweigeschossiger unverputzter Sandsteinbau mit Satteldach, erstes Viertel 19. Jahrhundert | D-5-71-136-683 | BW   |

### Langensteinbach
| Lage                          | Objekt                   | Beschreibung                                                                 | Akten-Nr.      | Bild                     |
| ----------------------------- | ------------------------ | ---------------------------------------------------------------------------- | -------------- | ------------------------ |
| Langensteinbach 19 (Standort) | Ehemaliges Feuerwehrhaus | Erdgeschossiger Massivbau mit Krüppelwalm und kleinem Anbau, 19. Jahrhundert | D-5-71-136-684 | Ehemaliges Feuerwehrhaus |

### Neumühle
| Lage                  | Objekt                                       | Beschreibung                                                                                     | Akten-Nr.      | Bild |
| --------------------- | -------------------------------------------- | ------------------------------------------------------------------------------------------------ | -------------- | ---- |
| Neumühle 1 (Standort) | Neumühle, ehemaliges Wohn- und Mühlengebäude | Zweigeschossiger verputzter Massivbau mit Fachwerkgiebel und Satteldach, im Kern 17. Jahrhundert | D-5-71-136-686 | BW   |

### Oberradach
| Lage                    | Objekt                          | Beschreibung                                                                                            | Akten-Nr.      | Bild                            |
| ----------------------- | ------------------------------- | --- | -------------- | ------------------------------- |
| Oberradach 1 (Standort) | Ehemaliger Gasthof und Brauerei | Zweigeschossiger verputzter Massivbau mit Satteldach, im Kern 18. Jahrhundert, Umbauten 19. Jahrhundert | D-5-71-136-689 | Ehemaliger Gasthof und Brauerei |

### Radwang
| Lage                  | Objekt                     | Beschreibung                                                      | Akten-Nr.      | Bild |
| --------------------- | -------------------------- | ----------------------------------------------------------------- | -------------- | ---- |
| Radwang 11 (Standort) | Ehemaliges Flachsbrechhaus | Erdgeschossiger Bruchsteinbau mit Satteldach, 18./19. Jahrhundert | D-5-71-136-691 | BW   |

### Rain
| Lage                            | Objekt                  | Beschreibung                                                  | Akten-Nr.      | Bild   |
| ------------------------------- | ----------------------- | ------------------------------------------------------------- | -------------- | ------ |
| Rainfurt (Standort)             | Rest eines Sühnekreuzes | Sandstein, spätmittelalterlich                                | D-5-71-136-702 | BW     |
| Von Rain zur St 2220 (Standort) | Brücke                  | Einbogig, aus Sandsteinquadern, Wappenstein bezeichnet „1773“ | D-5-71-136-701 | Brücke |

### Reichertsmühle
| Lage                        | Objekt                                                        | Beschreibung                                                                              | Akten-Nr.      | Bild |
| --------------------------- | ------------------------------------------------------------- | ----------------------------------------------------------------------------------------- | -------------- | ---- |
| Reichertsmühle 1 (Standort) | Ehemaliges Wohn- und Mühlengebäude, sogenannte Reichertsmühle | Zweigeschossiger Massivbau mit Fachwerkgiebel und Satteldach, im Kern 15./16. Jahrhundert | D-5-71-136-692 | BW   |

### Sankt Ulrich
| Lage                                       | Objekt                                  | Beschreibung | Akten-Nr.      | Bild           |
| ------------------------------------------ | --------------------------------------- | --- | -------------- | -------------- |
| Sankt Ulrich (Standort)                    | Katholische Wallfahrtskirche St. Ulrich | Barocker Saalbau mit Satteldach, eingezogenem halbrundem Chor, Volutengiebel und Dachreiter, angefügt Sakristei, 1700–1729; mit Ausstattung | D-5-71-136-693 | weitere Bilder |
| Sankt Ulrich 1 (Standort)                  | Ehemalige Klausnerswohnung              | Erdgeschossiger verputzter Walmdachbau, bezeichnet „1721“                                                                                   | D-5-71-136-693 | BW             |
| Sankt Ulrich (Standort)                    | Einfriedung                             | Verputzte Bruchsteinmauer, zweites Viertel 18. Jahrhundert                                                                                  | D-5-71-136-693 | BW             |
| Von Hasselbach nach Dinkelsbühl (Standort) | Reste von zwei Sühnekreuzen             | Sandstein, spätmittelalterlich | D-5-71-136-694 | BW             |

### Segringen
| Lage                    | Objekt                                                                   | Beschreibung | Akten-Nr.      | Bild           |
| ----------------------- | ------------------------------------------------------------------------ | --- | -------------- | -------------- |
| Segringen 1 (Standort)  | Evangelisch-lutherische Pfarrkirche St. Vinzenz, ehemals St. Vincentinus | Romanischer unverputzter Saalbau mit westlich angefügtem Turm, sogenanntes Glockenhaus, um 1200/20, eingezogener gerade schließender Chor mit gotischer Sakristei an der Nordseite, 14. Jahrhundert, 1536 erhöht, Turmkranzgeschoss mit Fachwerk 1726 erneuert; mit Ausstattung | D-5-71-136-695 | weitere Bilder |
| Segringen 2 (Standort)  | Evangelisch-lutherisches Pfarrhaus                                       | Zweigeschossiger Putzbau mit Satteldach, im Kern von 1663, westliche Erweiterung nach 1825 | D-5-71-136-697 | weitere Bilder |
| Segringen 2 (Standort)  | Friedhofsmauer                                                           | Unverputzte Bruchsteinmauer mit eingelassenen Grabsteinen und ehemaliges Leichenhaus, spätmittelalterlich | D-5-71-136-695 | weitere Bilder |
| Segringen 3 (Standort)  | Friedhof                                                                 | Mit hölzernen schwarz-goldenen Grabkreuzen im einheitlichen Stil des 19. Jahrhunderts | D-5-71-136-695 | weitere Bilder |
| Segringen 20 (Standort) | Ehemaliger Bauernhof                                                     | Erdgeschossiges Wohnstallhaus auf sehr hohem Kellergeschoss, Putzbau mit Satteldach, bezeichnet „1685“, Wohnteil zweite Hälfte 19. Jahrhundert erneuert | D-5-71-136-699 | weitere Bilder |
| Segringen 49 (Standort) | Gasthof und ehemalige Brauerei                                           | Zweigeschossiger Satteldachbau mit Fachwerk-Obergeschoss und Aufzugserker mit Walmdach, 18./19. Jahrhundert | D-5-71-136-700 | weitere Bilder |

### Seidelsdorf
| Lage                      | Objekt                       | Beschreibung | Akten-Nr.      | Bild           |
| ------------------------- | ---------------------------- | --- | -------------- | -------------- |
| Seidelsdorf 5 (Standort)  | Ehemaliger Zwiehof, Wohnhaus | Erdgeschossiger Putzbau mit Krüppelwalmdach, bezeichnet „1835“ | D-5-71-136-706 | BW             |
| Seidelsdorf 5 (Standort)  | Ehemalige Stallscheune       | unverputzter Haustein mit Satteldach, nach 1826 | D-5-71-136-706 | BW             |
| Seidelsdorf 7 (Standort)  | Wohnstallhaus                | Zweigeschossiger Putzbau mit Satteldach, im Kern 18. Jahrhundert, Um- und Anbau nach 1826; Scheune, teilweise unverputzter Fachwerkbau mit Satteldach, zweite Hälfte 19. Jahrhundert  | D-5-71-136-708 | BW             |
| Seidelsdorf 20 (Standort) | Einfirsthof                  | Zweigeschossiger verputzter Satteldachbau mit Zwerchgiebel, bezeichnet „1869“ | D-5-71-136-712 | BW             |
| Seidelsdorf 24 (Standort) | Gasthaus                     | Zweigeschossiger Putzbau mit Fachwerkgiebel und Krüppelwalmdach, 18. Jahrhundert, seitlicher zweigeschossiger Anbau mit Fachwerkgiebel und Satteldach, erstes Viertel 20. Jahrhundert | D-5-71-136-713 | weitere Bilder |

### Sinbronn
| Lage                   | Objekt                                                 | Beschreibung | Akten-Nr.      | Bild                             |
| ---------------------- | ------------------------------------------------------ | --- | -------------- | -------------------------------- |
| Sinbronn 16 (Standort) | Ehemaliges Gasthaus                                    | zweigeschossiger verputzter Fachwerkbau mit steilem Satteldach, bezeichnet 1809 | D-5-71-136-716 | Ehemaliges Gasthaus              |
| Sinbronn 31 (Standort) | Gasthaus der ehemaligen Brauerei                       | Zweigeschossiger Satteldachbau mit Putzgliederungen, letztes Drittel 19. Jahrhundert, im Kern älter | D-5-71-136-717 | Gasthaus der ehemaligen Brauerei |
| Sinbronn 43 (Standort) | Evangelisch-lutherische Pfarrkirche St. Peter          | Romanische Saalkirche mit polygonalem Chorschluss, südlicher Portalvorhalle und nördlichem Chorflankenturm, frühes 13. Jahrhundert, Chor vermutlich zweites Viertel 14. Jahrhundert, Barockisierung 1667, Erhöhung um Turmoktogon 1722/23; mit Ausstattung | D-5-71-136-715 | weitere Bilder                   |
| In Sinbronn (Standort) | Friedhofsbefestigung                                   | Bruchsteinmauer mit teilweise erhaltenen Rund- und Vierecktürmen, 13./14. Jahrhundert | D-5-71-136-715 | Friedhofsbefestigung             |
| Sinbronn 1 (Standort)  | Torturm                                                | Dreigeschossiger Quaderbau mit Fachwerkobergeschoss, 13./14. Jahrhundert | D-5-71-136-715 | Torturm                          |
| Sinbronn 52 (Standort) | Rest des ehemaligen Nordturms der Friedhofsbefestigung | 13./14. Jahrhundert | D-5-71-136-715 | BW                               |

### Walkmühle
| Lage                                                     | Objekt | Beschreibung                      | Akten-Nr.      | Bild |
| -------------------------------------------------------- | ------ | --------------------------------- | -------------- | ---- |
| Mönchsrother Straße, über den Walkweiher-Bach (Standort) | Brücke | Zweibogig, Anfang 18. Jahrhundert | D-5-71-136-690 | BW   |

### Weidelbach
| Lage                      | Objekt                                                                    | Beschreibung | Akten-Nr.      | Bild           |
| ------------------------- | ------------------------------------------------------------------------- | --- | -------------- | -------------- |
| In Weidelbach (Standort)  | Ehemalige Zehntscheune des Deutschen Ordens                               | Massiver verputzter Satteldachbau, bezeichnet „1741“ | D-5-71-136-725 | weitere Bilder |
| Weidelbach 10 (Standort)  | Ehemaliges Amtshaus und Gefängnis des Deutschen Ordens, dann Schulhaus    | Zweigeschossiger verputzter Walmdachbau mit breitem Zwerchhaus, 18. Jahrhundert, Umbau Anfang 19. Jahrhundert                                                                      | D-5-71-136-724 | weitere Bilder |
| Weidelbach 11 (Standort)  | Teil der ehemaligen Pfarrhofeinfriedung                                   | Massiv, 18. Jahrhundert | D-5-71-136-723 | BW             |
| Weidelbach 11a (Standort) | Ehemaliges Pfarrhaus                                                      | Zweigeschossiger verputzter Satteldachbau mit Fachwerkgiebel und Deutschordenskreuz, 18. Jahrhundert, erdgeschossiger westlicher Anbau, verputzt mit Satteldach, bezeichnet „1817“ | D-5-71-136-723 | weitere Bilder |
| Weidelbach 14 (Standort)  | Deutschordenkreuz                                                         | vermutlich 18. Jahrhundert | D-5-71-136-727 | BW             |
| Weidelbach 17 (Standort)  | Ehemalige Wassermühle des Deutschen Ordens                                | Zweigeschossiger Walmdachbau mit verputztem Fachwerk-Obergeschoss, bezeichnet „1770“ und „1885“                                                                                    | D-5-71-136-728 | weitere Bilder |
| Weidelbach 17 (Standort)  | Ehemaliges Back- und Waschhaus                                            | Kleiner massiver Satteldachbau, bezeichnet „1782“ | D-5-71-136-728 | weitere Bilder |
| Weidelbach 26 (Standort)  | Wohnhaus des ehemaligen Deutschorden-Bauernhofes, sogenannter Schöllbauer | Zweigeschossiger Putzbau mit Fachwerk-Obergeschoss und steilem Satteldach, bezeichnet „1788“                                                                                       | D-5-71-136-726 | weitere Bilder |
| Weidelbach 38 (Standort)  | Evangelisch-lutherische Pfarrkirche St. Ulrich                            | Gotische Chorturmkirche mit angefügter Sakristei, 14. Jahrhundert, Langhaus von Franz Keller im barocken Stil erneuert 1721/22; mit Ausstattung                                    | D-5-71-136-722 | weitere Bilder |
| Weidelbach 10 (Standort)  | Friedhofeinfriedung                                                       | Massive Mauer mit Rundbogeneinfahrt und Pforte, 16./17. Jahrhundert | D-5-71-136-722 | weitere Bilder |

### Wolfertsbronn
| Lage                                                   | Objekt        | Beschreibung                                                                                           | Akten-Nr.      | Bild |
| ------------------------------------------------------ | ------------- | --- | -------------- | ---- |
| In Wolfertsbronn (Standort)                            | Wohnstallhaus | Erdgeschossiger Satteldachbau teilweise mit Fachwerk, im Kern 18. Jahrhundert, Scheunenanbau nach 1826 | D-5-71-136-731 | BW   |
| Kreuzweg, 200 m nördlich in Straßengabelung (Standort) | Sühnekreuze   | Zwei spätmittelalterliche Sandsteinkreuze, stark verwittert                                            | D-5-71-136-732 | BW   |

## Ehemalige Baudenkmäler
In diesem Abschnitt sind Objekte aufgeführt, die früher einmal in der Denkmalliste eingetragen waren, jetzt aber nicht mehr. Objekte, die in anderem Zusammenhang also z. B. als Teil eines Baudenkmals weiter eingetragen sind, sollen hier nicht aufgeführt werden. Aktennummern in diesem Abschnitt sind ehemalige, jetzt nicht mehr gültige Aktennummern.

| Lage                                                 | Objekt                                                   | Beschreibung | Akten-Nr.      | Bild           |
| ---------------------------------------------------- | -------------------------------------------------------- | --- | -------------- | -------------- |
| Dinkelsbühl Alte Promenade 1 (Standort)              | Wohnhaus                                                 | Eingeschossiger traufseitiger Putzbau mit steilem Satteldach, im Kern 18. Jahrhundert, seitliche Verlängerung mit Quergiebel nach 1825                         | D-5-71-136-6   | weitere Bilder |
| Dinkelsbühl Alte Promenade 3 (Standort)              | Wohnhaus                                                 | Kleiner Satteldachbau auf hoher Substruktion, 19. Jahrhundert                                                                                                  | D-5-71-136-7   | weitere Bilder |
| Dinkelsbühl Bärengasse 8 (Standort)                  | Wohnhaus                                                 | zweigeschossiger giebelständiger Satteldachbau mit verputztem Fachwerk und vorkragendem Giebel, vor 1500                                                       | D-5-71-136-35  | weitere Bilder |
| Dinkelsbühl Bauhofstraße 1 (Standort)                | Wohn- und Geschäftshaus                                  | Zweigeschossiger verputzter Fachwerkbau mit Satteldach, im Kern 16. Jahrhundert                                                                                | D-5-71-136-39  | weitere Bilder |
| Dinkelsbühl Ellwanger Straße 1 (Standort)            | Wohnhaus                                                 | Zweigeschossiger verputzter Satteldachbau, 19. Jahrhundert | D-5-71-136-120 | weitere Bilder |
| Dinkelsbühl Gansberg 10 (Standort)                   | Wohnhaus                                                 | Zweigeschossiger Giebelbau mit steilem Satteldach und vorkragendem Obergeschoss und Giebeldreieck, wohl verputzter Säulenbau, vor 1500                         | D-5-71-136-179 | weitere Bilder |
| Dinkelsbühl Muckenbrünnlein 27 (Standort)            | Wohnhaus                                                 | Zweigeschossiger Giebelbau mit Satteldach, Fachwerkgiebel und Korbbogenportal, um 1600                                                                         | D-5-71-136-326 | weitere Bilder |
| Dinkelsbühl Pfluggasse 11 (Standort)                 | Wohnhaus                                                 | Zweigeschossiger verputzter Traufseitbau mit Satteldach, vor 1600                                                                                              | D-5-71-136-456 | weitere Bilder |
| Dinkelsbühl Schäfergässlein 4 (Standort)             | Ehemalige Scheune                                        | Erdgeschossiger Fachwerkbau mit steilem Satteldach, 19. Jahrhundert                                                                                            | D-5-71-136-494 | weitere Bilder |
| Dinkelsbühl Segringer Straße 28 (Standort)           | Wohn- und Geschäftshaus                                  | Zweigeschossiger Giebelbau in Ecklage mit Satteldach, Kranluken und verputztem Fachwerk-Giebel, vor 1600                                                       | D-5-71-136-538 | weitere Bilder |
| Dinkelsbühl Segringer Straße 31 (Standort)           | Wohn- und Geschäftshaus                                  | Zweigeschossiger Traufseitbau in Ecklage mit Halbwalmdach und vorkragendem verputztem Fachwerk-Obergeschoss, 18. Jahrhundert mit älterem Kern                  | D-5-71-136-541 | weitere Bilder |
| Dinkelsbühl Segringer Straße 51 (Standort)           | Wohnhaus                                                 | Zweigeschossiger verputzter Giebelbau mit steilem Satteldach, vor 1600                                                                                         | D-5-71-136-560 | weitere Bilder |
| Hardhof Hardhof 2 (Standort)                         | Ehemaliger Bauernhof                                     | Zweigeschossiges verputztes Wohnstallhaus mit Steildach und angefügter Scheune, bezeichnet „1807“, im Kern älter                                               | D-5-71-136-738 | BW             |
| Kemmleinsmühle Kemmleinsmühle 1 (Standort)           | Ehemaliges Mühlengebäude                                 | Zweigeschossiger Massivbau mit Satteldach, 18. Jahrhundert, renoviert 1904; Scheune, massiv, 18. Jahrhundert                                                   | D-5-71-136-681 | BW             |
| Mögelins-Schlößlein Mögelins-Schlößlein 1 (Standort) | Wohnhaus des ehemaligen Land- und Fischereigutes Mögelin | Zweigeschossiger Putzbau mit Krüppelwalmdach, bezeichnet „1536“                                                                                                | D-5-71-136-685 | BW             |
| Seidelsdorf Seidelsdorf 3 (Standort)                 | Ehemaliger Parallelhof: Wohnstallhaus                    | Erdgeschossiger giebelseitiger Putzbau mit Satteldach, 19. Jahrhundert, Stallteil modernisiert; Scheune, verputzter Satteldachbau aus Hausteinen, gleichzeitig | D-5-71-136-704 | BW             |
| Seidelsdorf Seidelsdorf 18 (Standort)                | Wohnstallhaus                                            | Ehemaliger eingeschossiger Putzbau mit Satteldach, Stall bezeichnet „1834“, Aufstockung 1904                                                                   | D-5-71-136-711 | BW             |
| Weidelbach Weidelbach 14 (Standort)                  | Gasthaus, sogenannter Altwirt                            | Zweigeschossiger verputzter Fachwerkbau auf hohem Kellergeschoss, mit Satteldach und Deutschordenskreuz, um 1700                                               | D-5-71-136-727 | BW             |
| Weidelbach Weidelbach 14 (Standort)                  | Scheune                                                  | Langgestreckter unverputzter Massivbau mit Krüppelwalm, teilweise 18. Jahrhundert                                                                              | D-5-71-136-727 | BW             |
| Weidelbach Weidelbach 14 (Standort)                  | Ehemaliges Brauerei- und Wohngebäude                     | Zweigeschossiger unverputzter Sandsteinbau auf hohem Kellergeschoss, mit Satteldach und seitlichem Zwerchhaus, Ende 19. Jahrhundert                            | D-5-71-136-727 | BW             |
| Wolfertsbronn Wolfertsbronn 26 (Standort)            | Wohnteil eines ehemaligen Wohnstallhauses                | Erdgeschossiger Putzbau mit Satteldach, nach 1826 | D-5-71-136-730 | BW             |